# Steve Williams (wioślarz)
Steve Williams MBE (ur. 15 kwietnia 1976 w Warwick) – brytyjski wioślarz, złoty medalista w wioślarskiej czwórce bez sternika podczas Letnich Igrzysk Olimpijskich w Pekinie.

## Osiągnięcia
- Mistrzostwa Świata – Zagrzeb 2000 – czwórka bez sternika – 2. miejsce[1].
- Mistrzostwa Świata – Lucerna 2001 – czwórka bez sternika – 1. miejsce[1].
- Mistrzostwa Świata – Sewilla 2002 – czwórka bez sternika – 2. miejsce[1].
- Mistrzostwa Świata – Mediolan 2003 – czwórka bez sternika – 2. miejsce[1].
- Igrzyska Olimpijskie – Ateny 2004 – czwórka bez sternika – 1. miejsce[1].
- Mistrzostwa Świata – Gifu 2005 – czwórka bez sternika – 1. miejsce[1].
- Mistrzostwa Świata – Eton 2006 – czwórka bez sternika – 1. miejsce[1].
- Mistrzostwa Świata – Monachium 2007 – czwórka bez sternika – 4. miejsce[1].
- Igrzyska Olimpijskie – Pekin 2008 – czwórka bez sternika – 1. miejsce[1].